# Karen Georgievič Šachnazarov
Karen Georgievič Šachnazarov (in russo Карен Георгиевич Шахназаров?; Krasnodar, 8 luglio 1952) è un regista, attore e produttore cinematografico russo.
Dal 1998 è direttore di Mosfil'm.

## Filmografia

### Cinema
- Shire shag, maestro! (1975) - cortometraggio
- Na skolzkoy doroge (1977) - cortometraggio
- Dobrjaki 1979)
- Jazzmen (My iz džaza) ((1983)
- Zimnij večer v Gagrach (1985)
- Kur'er (1986)
- Città Zero (Gorod zero) (1990)
- L'assassino dello zar (Careubijca) (1991)
- Sny (1993)
- Amerikanskaja doč' (1995)
- Den' polnoluniâ (1998)
- Jady, ili Vsemirnaja istorija otravlenij (2001)
- Un cavaliere di nome morte (Vsadnik po imeni smert') (2004)
- Isčeznuvšaja imperija (2008)
- Palata n. 6 (2009)
- Belyj tigr (2012)
- Lûbov' v SSSR (2012)
- Anna Karenina. La storia di Vronskij (Anna Karenina. Istoriâ Vronskogo) (2017)
- Hitrovka. Znak četyrëh (2023)